# Chilo sacchariphagus
Chilo sacchariphagus is een vlinder uit de familie grasmotten (Crambidae). De wetenschappelijke naam van deze soort is voor het eerst geldig gepubliceerd in 1856 door Bojer.
De soort komt voor in tropisch Afrika.